# Sünder überall
Sünder überall  (Originaltitel Min søsters børn på bryllupsrejse) ist ein dänischer Spielfilm der Regisseurin Annelise Reenberg aus dem Jahr 1967. Er ist die Fortsetzung des Films „Kleine Sünder – große Sünder“ aus dem Jahr davor. Das Drehbuch verfasste – wie schon beim Vorgängerfilm – die Regisseurin zusammen mit Gitte Palsby. Die Außenaufnahmen entstanden in Rungsted auf der dänischen Insel Seeland und die Innenaufnahmen in den Saga Studios. In Dänemark kam der Film zum ersten Mal am 13. Oktober 1967 in die Kinos, in der Bundesrepublik Deutschland am 23. August 1968.

## Handlung
Dr. Lund hat es geschafft und führt seine Lisbeth zum Traualtar. Aber während der Trauung setzen bei seiner Schwester die Wehen ein. Vierzehn Tage ohne Mutter und deren gutes Essen! Diese schreckliche Vision treibt die fünf Kinder der Schwester in den Wohnwagenanhänger des jungen Paares, mit dem sie auf Hochzeitsreise gehen. Erst jenseits der Grenze kommen die Kinder strahlend zum Vorschein und lösen somit eine ‚Katastrophe‘ nach der anderen aus. Was in, um und mit einem Wohnwagen so alles passieren kann, wird filmisch demonstriert. Hart trennt auch die österreichische Polizei das junge Paar in der Nacht, in der sie zum ersten Mal allein sein können. Das Gefängnis ist wirklich kein Ort für Hochzeiter. Als endlich die Eltern den Ausreißern in Salzburg auf die Spur kommen, entweichen diese wieder.

## Kritik
„Mäßig unterhaltsamer Familienfilm, gekünstelt naiv und von anspruchsloser Komik.“

„Die Hochzeitsreise ohne ‚Hochzeitsnacht‘ gewinnt durch das frische Spiel der kindlichen Darsteller. Heitere und gefällige Unterhaltung ohne Ambitionen. Ab 14.“